# De perenprins
De perenprins is het honderdzevenendertigste stripverhaal uit de reeks van Suske en Wiske. Het is geschreven en getekend door Paul Geerts. Het werd gepubliceerd in De Standaard en Het Nieuwsblad van 13 maart 1980 tot en met 25 juli 1980. De eerste albumuitgave in de Vierkleurenreeks was in november 1980, met nummer 181.

## Locaties
- het Midden-Oosten met woestijn, fort, dorp, vallei en toren

## Personages
- Suske, Wiske, tante Sidonia, Lambik, het perenvolk met hun koning en koningin, Flippie en Dhobbel, de Nho-Zems, de Dzinn

## Uitvindingen
- De teletijdmachine

## Het verhaal
Op weg naar huis wordt Lambik overvallen. Tante Sidonia en Suske en Wiske komen hem toevallig tegen als hij een mannetje met een hoofd als een peer ziet wegrennen. Ze volgen het mannetje naar het huis van professor Barabas, die hen vertelt dat hij onderzoek deed naar de geschiedenis van het Midden-Oosten. Op het scherm van de teletijdmachine zien ze een perenvrouw, Flippie, dat op zoek is naar haar man Dhobbel. Tante Sidonia en Wiske vinden Dhobbel en hij vertelt de vrienden dat zijn volk gouden peren kweekt, maar dat de Nho-Zems ze willen stelen. Een draak heeft het water omgeleid waardoor de vallei is uitgedroogd. De koning en koningin zijn ontvoerd door de Nho-Zems.
Lambik en Suske komen in de gouden peren vallei terecht door een stommiteit van Lambik. Ook de teletijdmachine is stuk, en de professor moet deze eerst gaan herstellen. Als Lambik en Suske proberen een dam af te breken, worden ze aangevallen door de draak. Suske weet de draak te verslaan door hem te spietsen met een dikke tak. Het perenvolk is dankbaar dat ze opnieuw water hebben voor hun boomgaard. Ze benoemen Suske als hun nieuwe prins en Lambik wordt hoofd van de politie. Tante Sidonia en Wiske vertrekken met Dhobbel, die al snel zijn Flippie terugvindt, en gaan naar zijn dorp waar ze ontdekken dat Suske prins is geworden. De Nho-Zems vallen aan op reuzenhagedissen, maar het lukt de vrienden deze aanval af te slaan. Als een karavaan aankomt wordt deze hartelijk ontvangen. Ze ruilen gouden peren tegen stoffen en specerijen en er wordt feestgevierd.
Lambik koopt een antieke lamp en ontdekt dat hierin een Dzinn woont. De vrienden besluiten het fort van de Nho-Zems aan te vallen om hen uit het gebied te verdrijven. De Dzinn tovert een struisvogel en ganzen en deze worden als vervoermiddel gebruikt. Tante Sidonia en Suske en Wiske gebruiken een kist als vervoermiddel en ’s avonds bereiken ze het fort. Ze ontdekken dat het fort van zand is opgebouwd en bekogelen het met waterzakjes, die gemaakt zijn van bladeren. Maar door hun pijlen zijn de Nho-Zems nog te sterk voor de vrienden. Tante Sidonia besluit dan het spul uit haar kist te gebruiken en de Nho-Zems vluchten al snel weg, de geur van het parfum is te sterk. De Nho-Zems roepen wraak te zullen nemen op de perenkoning en koningin.
Tante Sidonia is ziek en als er water wordt gehaald blijkt hier slaapmiddel in te zitten. Dit bleek in het water te zijn gegooid door de Nho-Zems. Alle perenmensjes worden door het slaapmiddel overmeesterd en Lambik besluit de Dzinn te hulp te roepen. Per ongeluk tovert de Dzinn drie kwade reuzen en hij verdwijnt weer snel in de olielamp. Lambik en Suske kunnen de reuzen verslaan en tante Sidonia wordt weggeflitst als ze erg ziek wordt. Professor Barabas stuurt Jerom naar Wiske en samen vinden ze Lambik en Suske in de woestijn. Ze bereiken ze de toren en Suske gaat op weg om te onderhandelen, want hij is de perenprins. De Nho-Zems gaan niet in op zijn voorstel en sturen de drie reuzen op Jerom af. Jerom wil nog meer reuzen. Dan tovert de Dzinn de bestaande reuzen per ongeluk weg, precies wat Jerom al verwachtte.
De vrienden bevrijden de koning en koningin en door een tegengif ontwaken de peertjes al snel. In het dorp wordt opnieuw feestgevierd. Aan de Dzinn wordt gevraagd de Nho-Zems nog slechter te maken dan ze al waren. Als de Dzinn zijn toverspreuk uitspreekt, blijken de Nho-Zems echter opeens berouw te hebben. Ze willen zelf in de boomgaard gaan werken, zoals steeds is de spreuk van de Dzinn andersom uitgepakt. De Dzinn wil nu rust en de vrienden worden door professor Barabas naar huis geflitst. Gelukkig is tante Sidonia volledig hersteld dankzij de goede zorg thuis.

## Achtergronden bij het verhaal
- De Dzinn staat voor een djinn.
- "Nho-Zems" verwijst naar de nozems.